# Ommatius incurvatus
Ommatius incurvatus är en tvåvingeart som beskrevs av Scarbrough 1994. Ommatius incurvatus ingår i släktet Ommatius och familjen rovflugor.
Artens utbredningsområde är Guatemala. Inga underarter finns listade i Catalogue of Life.